# Ara ambiguus
L'ara verde (Ara ambiguus Bechstein, 1811) è un pappagallo originario del Centro e Sudamerica diffuso in Nicaragua, Costa Rica, Panama, Colombia ed Ecuador.
Ne vengono riconosciute due sottospecie allopatriche, quella nominale, diffusa dall'America Centrale alla Colombia settentrionale, e la guayaquilensis, diffusa nell'Ecuador occidentale e, forse, anche nella Colombia sud-occidentale.

## Tassonomia
Il vecchio nome scientifico, A. ambigua, è stato recentemente cambiato nel più corretto A. ambiguus, in accordo col genere.

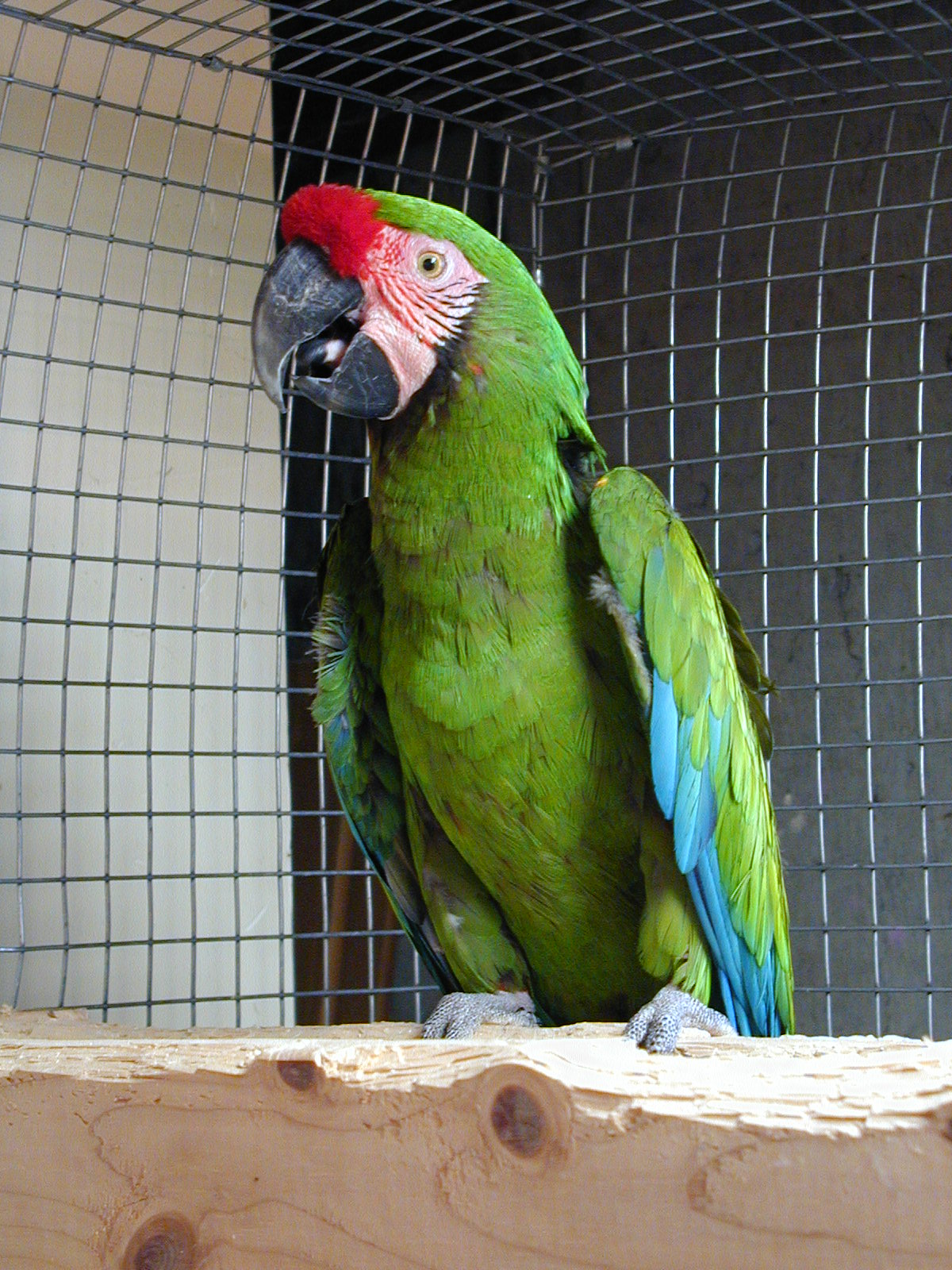
Un maschio di ara verde in una gabbia.

## Descrizione
Con i suoi 85–90 cm di lunghezza e 1,3 kg di peso, l'ara verde è il pappagallo di maggiori dimensioni che si incontra nelle zone in cui vive. Quasi completamente verde, ha la fronte rossastra e la parte inferiore del dorso, il groppone e le penne del lato superiore della coda color azzurro chiaro. La coda è rosso brunastra con l'estremità di un azzurro molto chiaro. La zona glabra della faccia è segnata da linee di piccole piume scure, le quali assumono un colore rossastro nelle femmine e negli esemplari più vecchi.

## Conservazione
L'ara verde si trova in pericolo di estinzione e proprio allo scopo di proteggere questa ed altre specie in Costa Rica è stata proposta l'istituzione di un nuovo Parco Nazionale, quello di Maquenque. Tuttavia già altre zone dell'areale di questo uccello si trovano all'interno di riserve naturali e di altre aree protette.

## Avicoltura
L'ara verde viene allevata come animale da compagnia, ma, pur avendo un temperamento più tranquillo della maggior parte delle altre are, in cattività è rarissima.